# Хадсон (Мичиген)
Хадсон (Мичиген) (енгл. Hudson) град је у америчкој савезној држави Мичиген. По попису становништва из 2010. у њему је живело 2.307 становника.

## Демографија
Према попису становништва из 2010. у граду је живело 2.307 становника, што је 192 (7,7%) становника мање него 2000. године.
| Група             | 2000.         | 2010.         |
| Белци             | 2.377 (95,1%) | 2.143 (92,9%) |
| Афроамериканци    | 8 (0,3%)      | 17 (0,7%)     |
| Азијати           | 16 (0,6%)     | 7 (0,3%)      |
| Хиспаноамериканци | 54 (2,2%)     | 98 (4,2%)     |
| Укупно            | 2.499         | 2.307         |